# Lunetas de Trois-Châtels e Tousey

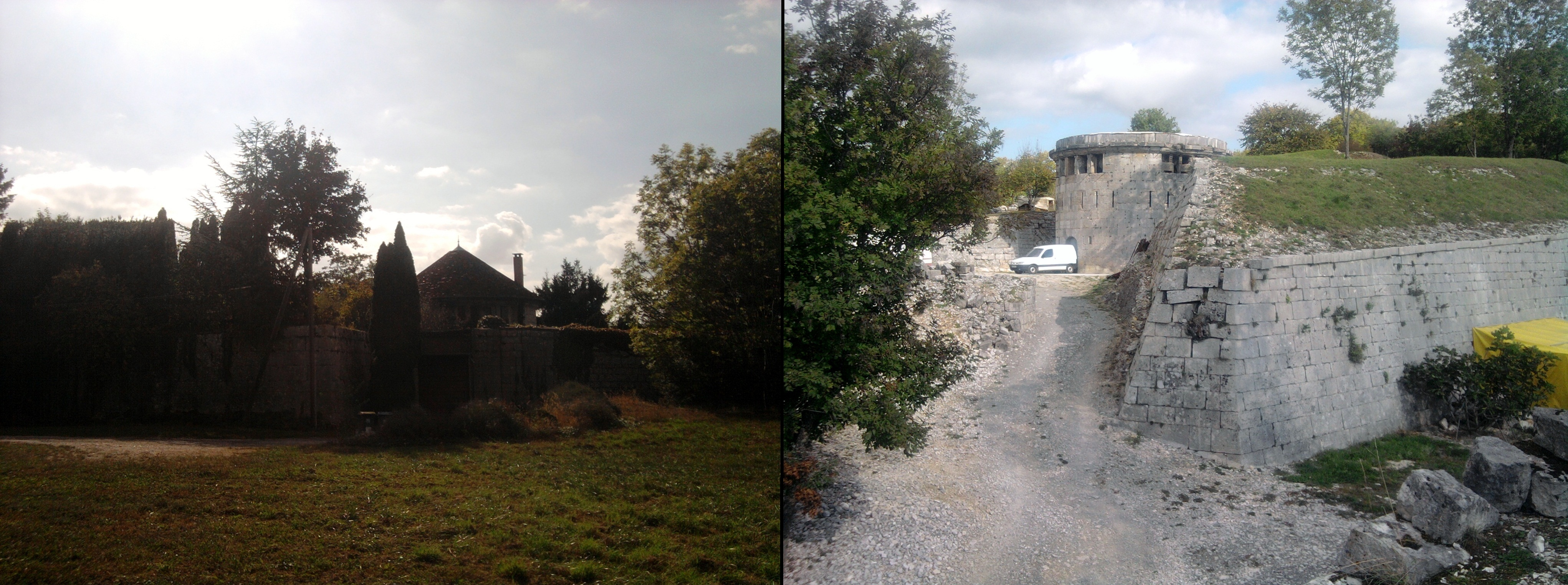
As duas lunetas

As lunetas de Trois-Châtels e Tousey são duas lunetas localizadas na cidade francesa de Besançon. As suas fundações foram construídas em 1792 para apoiar a cidadela de Vauban, mas a estrutura foi mal construída e elas foram reconstruídas durante a Restauração Francesa. Na Segunda Guerra Mundial, as forças americanas libertaram a cidade após algumas batalhas nas duas fortificações para chegar à cidadela. Na década de 1990, elas foram comprados por um homem que agora vive na luneta de Tousey. Trois-Châtels é um monumento histórico oficial da França desde 1995.